# Chaetohermetia insularis
Chaetohermetia insularis är en tvåvingeart som beskrevs av James 1977. Chaetohermetia insularis ingår i släktet Chaetohermetia och familjen vapenflugor.
Artens utbredningsområde är Jamaica. Inga underarter finns listade i Catalogue of Life.